# Coupe de France 1941/42
Het seizoen 1941/42 was het 25e seizoen van de Coupe de France in het voetbal. 1941/42 was het derde van de zes oorlogsseizoenen in het Franse voetbal. In tegenstelling tot de aangepaste competitie die onofficieel was, was het bekertoernooi officieel.

## Geschiedenis
Dit seizoen namen er 469 clubs aan deel. Het voetbal werd dit seizoen, net als in 1940/41, in Frankrijk in drie zones gespeeld, de bezette zone, de verboden zone (het Noorden van Frankrijk dat vanuit Brussel werd bestuurd) en de vrije zone. (De clubs in het geannexeerde Elzas-Lotharingen speelden in de Duitse competities). De “winnaars” van de bezette en de verboden  zone speelden een onderlinge finale, de winnaar hiervan kwam uit tegen de “winnaar” van de vrije zone in de landelijke finale. Deze werd gespeeld op 17 mei 1942 in het Stade Olympique Yves-du-Manoir in Colombes. Red Star Olympique veroverde als tweede club na Olympique Marseille voor de vijfde keer de beker, het versloeg  FC Sète met 2-0. 

## Uitslagen

### 1/16 finale
- 14 dec. 1941[1]

| Winnaar          | Uitslag | Finalist          |
| ---------------- | ------- | ----------------- |
| Stade Français   | 3-1     | Stade de l'Est    |
| CA Paris         | 3-0     | Aubervilliers     |
| CA Montreuil     | 6-0     | CS Rhôdaniene     |
| Rouen            | 2-0     | Amicale SA Paris  |
| Quevilly         | 3-1     | JA St-Ouen        |
| Red Star         | 10-0    | Versailles        |
| Le Havre         | 3-1     | St-Germain        |
| La Roche-Rigault | 9-0     | OC Orléans        |
| Amiens           | 3-0     | Enghien-les-Bains |
| RC Paris         | 7-1     | Orléans           |
| Rennes           | 2-1     | St-Servan         |
| Reims            | 4-3     | Juvisy            |
| Caen             | 1-0     | Colombelle        |
| Le Mans          | 1-0     | Nantes            |
| Bordeaux         | 3-0     | La Bastidienne    |
| Audenge          | 2-1     | Angoulême         |

| Winnaar           | Uitslag | Finalist          |
| ----------------- | ------- | ----------------- |
| AS Tourcoing      | 2-0     | Marcq-en-Baroeuil |
| Excelsior Roubaix | 8-2     | Denain            |
| Lille             | 4-0     | Douai             |
| SC Fives          | 3-0     | Auchel            |
| RC Roubaix        | 4-2     | Halewijn          |

Vrije zone
| Winnaar             | Uitslag | Finalist                   |
| ------------------- | ------- | -------------------------- |
| Olympique Nîmes     | 6-0     | Péage-Roussillon           |
| Toulouse FC         | 6-0     | Aubin                      |
| Olympique Alésien   | 1-0     | Stade Clermont             |
| Montpellier         | 3-2     | Marseillan                 |
| Cazères             | 9-0     | Tarbes                     |
| AS Béziers          | 2-0     | Revel                      |
| Côte Chaude         | 3-1     | Bourg-Péronas              |
| AS Monaco           | 2-1     | Aciéries du Nord Marseille |
| Olympique Marseille | 4-0     | St-Tropez                  |
| St-Raphaël          | 3-1     | La Bocca                   |
| FC Sète             | 4-0     | Orange                     |
| Annecy              | 4-0     | AS St-Etienne              |
| St-Chamond          | 2-0     | SO Chambéry                |
| SC Toulon           | 1-0     | Gombert                    |
| AS Cannes           | 2-0     | Hyères                     |
| CA Périgueux        | 3-2     | ESA Brive                  |

### 1/8 finale
| Winnaar            | Uitslag | Finalist             |
| ------------------ | ------- | -------------------- |
| Red Star Olympique | 5-2     | USE La Roche Rigault |
| Stade Reims        | 3-0     | AC Amiens            |
| Girondins Bordeaux | 4-0     | ES Audenge           |
| US Quevilly        | 2-0     | Le Havre AC          |
| FC Rouen           | 2-0     | SM Caen              |
| US Le Mans         | 2-1     | Stade Rennes         |
| CA Montreuil       | 3-2     | CA Paris             |
| RC Paris           | 4-2     | Stade Français       |

| Winnaar               | Uitslag                     | Finalist          |
| --------------------- | --------------------------- | ----------------- |
| RC Lens               | 4-2                         | RC Arras          |
| OIC Lille             | 1-1 nv; 1-1 nv; 2-2 nv; 4-2 | RC Roubaix        |
| US Bruay              | 3-1                         | FCO Charleville   |
| RCFC Besançon         | 1-0                         | FC Sochaux        |
| US Valenciennes-Anzin | 2-1                         | SC Fives          |
| ES Bully              | 4-1                         | AS Raismes        |
| US Tourcoing          | 4-0                         | Excelsior Roubaix |
| CS Homécourt          | 4-0                         | CS Thillot        |

Vrije zone
De wedstrijden werden op 4 januari 1942 gespeeld.
| Winnaar         | Uitslag | Finalist            |
| --------------- | ------- | ------------------- |
| FC Sète         | 8-0     | AS Béziers          |
| AS Cannes       | 7-0     | Stade Raphaëlois    |
| Toulouse FC     | 1-0     | CA Périgueux        |
| SO Montpellier  | 1-0     | US Cazères          |
| Olympique Nîmes | 2-1     | SC du Temple        |
| Olympique Alès  | 3-0     | Côte Chaude Sportif |
| FC Annecy       | 2-1     | CO Saint-Chamond    |
| AS Monaco       | 3-2     | Olympique Marseille |

### Kwartfinale
| Winnaar            | Uitslag   | Finalist     |
| ------------------ | --------- | ------------ |
| Red Star Olympique | 4-1       | FC Rouen     |
| Stade Reims        | 5-0       | CA Montreuil |
| Girondins Bordeaux | 4-2       | US Le Mans   |
| US Quevilly        | 0-1*; 1-0 | RC Paris     |

| Winnaar       | Uitslag | Finalist              |
| ------------- | ------- | --------------------- |
| RC Lens       | 2-0     | US Valenciennes-Anzin |
| OIC Lille     | 1-0     | ES Bully              |
| US Bruay      | 3-2     | US Tourcoing          |
| RCFC Besançon | 6-3     | CS Homécourt          |

Vrije zone
Deze wedstrijden werden op 1 februari 1942 gespeeld.
| Winnaar        | Uitslag | Finalist        |
| -------------- | ------- | --------------- |
| FC Sète        | 1-0     | Olympique Nîmes |
| AS Cannes      | 2-1     | Olympique Alès  |
| Toulouse FC    | 1-0     | FC Annecy       |
| SO Montpellier | 4-1     | AS Monaco       |

### Halve finale
| Winnaar            | Uitslag | Finalist           |
| ------------------ | ------- | ------------------ |
| Red Star Olympique | 2-1     | Girondins Bordeaux |
| Stade Reims        | 1-0     | US Quevilly        |

| Winnaar   | Uitslag | Finalist      |
| --------- | ------- | ------------- |
| RC Lens   | 4-1 nv  | US Bruay      |
| OIC Lille | 3-2     | RCFC Besançon |

Vrije zone
Deze wedstrijden werden op 1 maart 1942 gespeeld.
| Winnaar   | Uitslag | Finalist       |
| --------- | ------- | -------------- |
| FC Sète   | 3-0     | Toulouse FC    |
| AS Cannes | 3-1     | SO Montpellier |

### Finales
| Winnaar            | Uitslag | Finalist    |
| ------------------ | ------- | ----------- |
| Red Star Olympique | 1-0     | Stade Reims |

| Winnaar | Uitslag | Finalist  |
| ------- | ------- | --------- |
| RC Lens | 3-1 nv  | OIC Lille |

Vrije zone
De wedstrijd werd op 12 april 1942 gespeeld.
| Winnaar | Uitslag | Finalist  |
| ------- | ------- | --------- |
| FC Sète | 2-1     | AS Cannes |

Bezette zone-Verboden zone
De wedstrijd werd op 3 mei 1942 gespeeld, de beslissingswedstrijd op 10 mei. 
| Winnaar            | Uitslag     | Finalist |
| ------------------ | ----------- | -------- |
| Red Star Olympique | 1-1 nv; 5-2 | RC Lens  |

Landelijke finale
De wedstrijd werd op 17 mei 1942 gespeeld in het Stade Olympique Yves-du-Manoir in Colombes voor 44.654  toeschouwers. De wedstrijd stond onder leiding van scheidsrechter Georges Capdeville. 
| Winnaar                               | Uitslag | Finalist |
| ------------------------------------- | ------- | -------- |
| Red Star Olympique                    | 2-0     | FC Sète  |
| Roger Vandevelde 45' Alfred Aston 72' |         |          |

1917/18 · 1918/19 · 1919/20 · 1920/21 · 1921/22 · 1922/23 · 1923/24 · 1924/25 · 1925/26 · 1926/27 · 1927/28 · 1928/29 · 1929/30 · 1930/31 · 1931/32 · 1932/33 · 1933/34 · 1934/35 · 1935/36 · 1936/37 · 1937/38 · 1938/39 · 1939/40 · 1940/41 · 1941/42 · 1942/43 · 1943/44 · 1944/45 · 1945/46 · 1946/47 · 1947/48 · 1948/49 · 1949/50 · 1950/51 · 1951/52 · 1952/53 · 1953/54 · 1954/55 · 1955/56 · 1956/57 · 1957/58 · 1958/59 · 1959/60 · 1960/61 · 1961/62 · 1962/63 · 1963/64 · 1964/65 · 1965/66 · 1966/67 · 1967/68 · 1968/69 · 1969/70 · 1970/71 · 1971/72 · 1972/73 · 1973/74 · 1974/75 · 1975/76 · 1976/77 · 1977/78 · 1978/79 · 1979/80 · 1980/81 · 1981/82 · 1982/83 · 1983/84 · 1984/85 · 1985/86 · 1986/87 · 1987/88 · 1988/89 · 1989/90 · 1990/91 · 1991/92 · 1992/93 · 1993/94 · 1994/95 · 1995/96 · 1996/97 · 1997/98 · 1998/99 · 1999/00 · 2000/01 · 2001/02 · 2002/03 · 2003/04 · 2004/05 · 2005/06 · 2006/07 · 2007/08 · 2008/09 · 2009/10 · 2010/11 · 2011/12 · 2012/13 · 2013/14 · 2014/15 · 2015/16 · 2016/17 · 2017/18 · 2018/19 · 2019/20 · 2020/21 · 
2021/22 · 2022/23 · 2023/24 · 2024/25 ·